# Monimoto
Monimoto es una empresa con sede en Lituania que se dedica a la producción de dispositivos de localización GPS antirrobo para motocicletas, scooters, vehículos todoterreno, carritos de golf, barcos y otros bienes móviles.

## Historia
Monimoto fue fundada el 3 de noviembre de 2016 en Vilnius, Lituania, por Rolandas Dranseika (Director general y gerente de productos), Antanas Masevičius (Director de tecnología y arquitecto de software, ciberseguridad y telecomunicaciones) y Andrius Bruno Rimkūnas (profesional de marketing y desarrollador de negocios). La idea de la empresa surgió en 2013, cuando Andrius Rimkūnas conoció a Rolandas Dranseika, que en aquel momento era el director general de ELDES Alarms, y le propuso crear un localizador de bicicletas. En 2014, la marca Monimoto se registró bajo ELDES Alarms y se desarrolló un prototipo. Sin embargo, debido a la escasez de recursos, el proyecto se paralizó en 2015.
En 2016, ELDES Alarms vendió el proyecto Monimoto a Rolandas Dranseika y Andrius Rimkūnas, y Antanas Masevičius se unió como tercer cofundador. La empresa se lanzó oficialmente con el apoyo de Aurelijus Rusteika, inversor ángel y fundador de TOPOCENTRAS, el mayor minorista de electrónica de consumo de Lituania.
De 2016 a 2019, Monimoto se centró en el desarrollo de productos, pasando de tener un solo empleado a contar con un pequeño equipo que se ocupaba de la atención al cliente, las ventas y el marketing. En 2018, Monimoto fue galardonada con el premio "Spin-off Startup of the Year" en los Startup Awards, organizados por BZN Start.
En 2019, la empresa recibió una inversión de 300.000 euros de Iron Wolf Capital y comenzó a escalar sus operaciones. En 2020, Monimoto superó el millón de euros en ingresos por ventas, y en 2021, la empresa lanzó el localizador GPS Monimoto 7 en Europa, Reino Unido y Estados Unidos. En 2022, Monimoto fue reconocida como "Nifty 50 Top Products Winter/Spring 2022" por PowerSports Business.
En 2024, la empresa lanzó su último producto, el localizador GPS Monimoto 9, con un tamaño más pequeño y batería recargable.

## Productos
Monimoto está especializada en dispositivos de localización GPS antirrobo para una amplia gama de activos móviles. La línea de productos de la empresa incluye:
- Monimoto MM5 (2G) – Un localizador antirrobo inalámbrico alimentado por batería para motocicletas que cuenta con cobertura europea.[18]
- Monimoto MM6 (3G) – Un sistema inteligente de localización GPS antirrobo para motocicletas, scooters y ciclomotores, que utiliza frecuencias 2G y 3G en todo el mundo.[19]
- Monimoto 7 – Un localizador GPS antirrobo LTE-M alimentado por batería, diseñado para los mercados estadounidense y europeo.[20]
- Cycloop Tracker – Un localizador GPS que se monta en el cuadro, específico para bicicletas.[21]
- Monimoto 9 – se caracteriza por tener un tamaño más pequeño, una batería recargable y un uso versátil para motocicletas, vehículos todoterreno, vehículos recreativos y carritos de golf, y utiliza la red LTE-M y 2G.[16]

Los productos de Monimoto se venden en varias regiones, con una parte significativa de las ventas en Estados Unidos y el Reino Unido. Además, los productos de Monimoto se distribuyen en varios países europeos, así como en Japón, Australia y otras regiones. En EE. UU., los productos Monimoto son distribuidos por Comoto Holdings, que incluye minoristas como RevZilla, Cycle Gear y J&P Cycles. En el Reino Unido, los localizadores Monimoto están disponibles en la mayoría de las tiendas de accesorios para motocicletas.